# Schwerzenbach
Schwerzenbach est une commune suisse du canton de Zurich, située dans le district d'Uster.

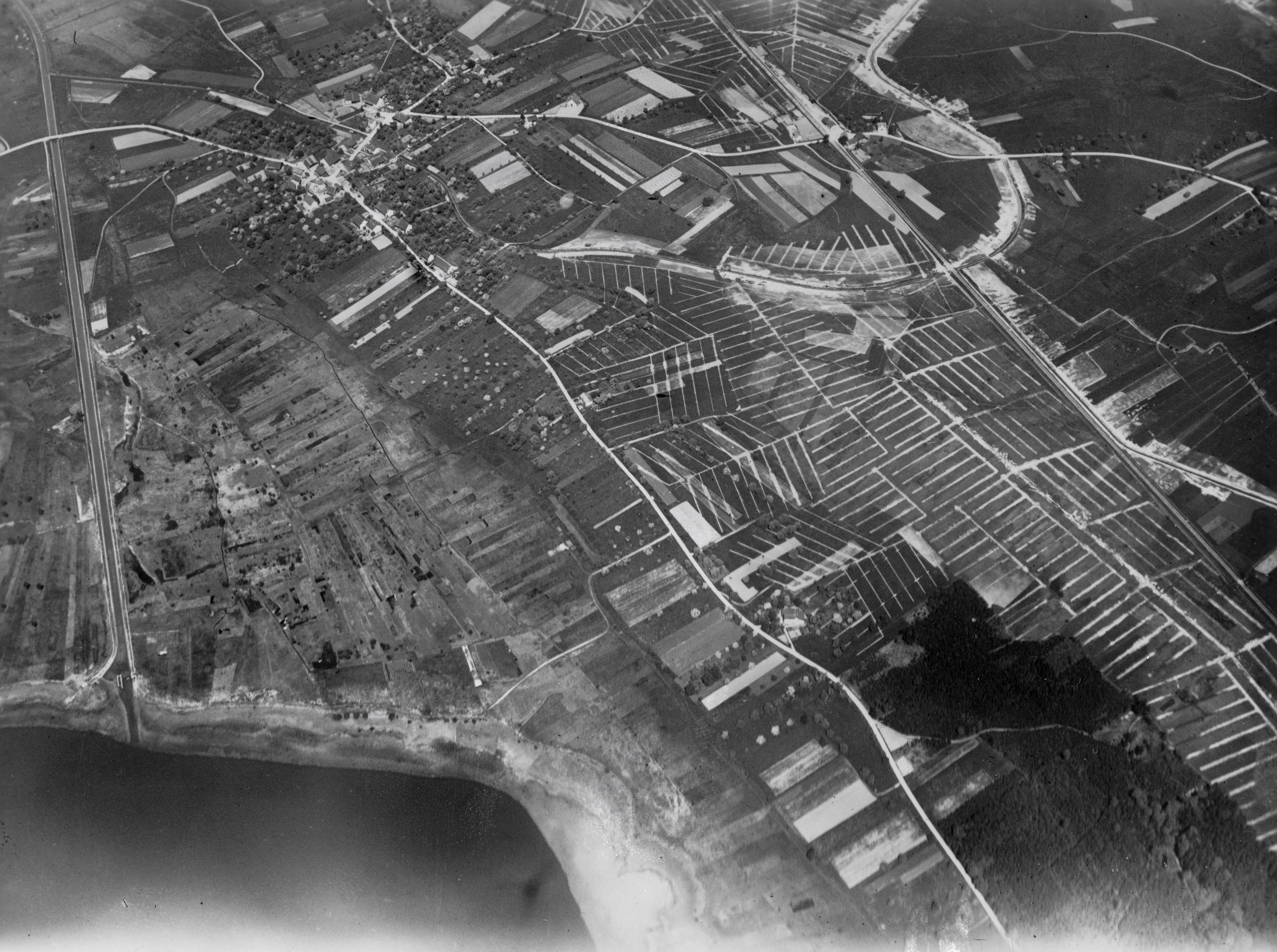
Photo aérienne prise à 800 m par Walter Mittelholzer (1920).

## Monuments et curiosités
- L'église paroissiale réformée de style néo-classique construite en 1812-14 est l'œuvre de l'architecte zürichois Hans Conrad Bluntschli le Jeune[3].